# Sûreté réelle
 (mars 2009).
En droit civil, une sûreté réelle est une garantie offrant à un créancier un droit sur un bien, meuble ou immeuble, lui permettant d'obtenir paiement de sa créance, sur le produit de la vente de ce bien, en cas de défaillance du débiteur.

## Les sûretés réelles endroit québécois
Le Code civil du Québec regroupe les sûretés réelles sous un unique vocable : l'hypothèque.

## Les sûretés réelles endroit français
Les sûretés réelles se divisent en deux ordres : les sûretés réelles avec dépossession et les sûretés réelles sans dépossession. Le critère de distinction est alors la dépossession ou non de la chose donnée en garantie. En revanche, la propriété du bien demeure acquise au débiteur jusqu'à l'éventuelle réalisation de la sûreté.
| sûreté            | mobilière    | immobilière |
| ----------------- | ------------ | ----------- |
| sans dépossession | nantissement | hypothèque  |
| avec dépossession | gage         | antichrèse  |

Avant, le gage (qui porte désormais par définition sur un bien meuble corporel) devait s'opérer avec dépossession. Mais, depuis la réforme du 23 mars 2006, les gages sans dépossession sont favorisés (afin de préserver l'utilité économique du bien, pour le débiteur). Le nantissement (qui porte désormais par définition sur un bien meuble incorporel) n'opère pas de dépossession : le plus souvent, sa constitution fait l'objet d'une publicité qui informe les tiers de la présence d'un nantissement sur le bien en cause.
L'avantage de la dépossession est qu'elle confère au créancier un droit de rétention de la chose dépossédée. Ce droit est selon la jurisprudence insusceptible d'abus, il est opposable à tout créancier, et permet de retenir la chose que l'on détient jusqu'au complet paiement de la dette qui y  est relative. Le droit de rétention permet d'être protégé lors des procédures collectives, il est donc très recherché par les créanciers. L'inconvénient en est que le débiteur est privé de l'utilité économique du bien (il ne peut se servir de la machine, de l'immeuble, affectés à la garantie de sa dette). 
Ce droit ne peut cependant s'exercer que si un certain nombre de conditions sont réunies (connexité notamment).          
Attention: les biens publics étant insaisissables par nature, ils ne peuvent faire l'objet de sûretés réelles.

### La réforme du 23 mars 2006
Avant l'ordonnance du 23 mars 2006, le nantissement (ancien article 2071 du code civil) comprenait les sûretés avec dépossession : le gage, qui portait sur les choses mobilières, et l'antichrèse, dont le champ d'application était les immeubles (ancien article 2072). L'ordonnance a séparé ces trois notions selon le critère meuble/immeuble et corporel/incorporel. Le gage porte sur les meubles corporels tandis que le nantissement frappe des meubles incorporels. L'antichrèse n'est plus classée parmi les nantissements.

### Le droit positif
Le code civil prévoit désormais quatre sûretés réelles mobilières (article 2329) :
- les privilèges mobiliers ;
- le gage de meubles corporels : c'est une convention par laquelle un créancier obtient le droit se faire payer par préférence aux autres créanciers sur un bien mobilier (article 2333 et suivants). Ce bien mobilier appartient en général au débiteur. Le gage peut désormais se consentir sans dépossession du bien ;
- le nantissement (ordonnance du 30 janvier 2009) de meubles incorporels : le nantissement permet d'affecter un bien meuble incorporel à la garantie d'une obligation (article 2355 et suivants).
- la réserve de propriété.

La réforme prévoit d'autre part trois sûretés sur des immeubles :
- les privilèges immobiliers ;
- l'antichrèse affecte un immeuble en garantie d'une obligation, avec dépossession de celui qui la constitue (article 2387).
- les hypothèques, qui ne peuvent plus désormais porter sur des meubles.